# سلطان أحمد (إسطنبول)
سلطان أحمد (بالتركية: Sultanahmet)‏ حي سكني يقع إدارياً ضمن الفاتح في تركيا.